# Índices de calidad eléctrica
Los índices de calidad eléctrica se utilizan para cuantificar la continuidad de suministro eléctrico para una red eléctrica o para una zona determinada, pudiendo, de esta forma, realizar valoraciones globales sobre la calidad del suministro eléctrico en esa zona.
En la práctica, las compañías calculan estos índices a posteriori para un periodo de tiempo dado, para lo cual utilizan el número de fallos reales y los tiempos de interrupción del suministro registrados en el periodo de cálculo.

## Tipos de interrupciones de suministro
Al analizar la calidad de servicio de una red, van a aparecer dos tipos de interrupciones de suministro de naturaleza bien diferente. Así, tendremos:
- Interrupciones programadas: pueden deberse a mantenimiento preventivo, a mantenimiento correctivo programado o a actividades programadas de cualquier otro tipo, como el enganche de nuevos abonados a la red. Para que las interrupciones se califiquen de programadas, las empresas distribuidoras deberán solicitar la correspondiente autorización del órgano competente de energía de la Administración autonómica, no computándose a tales efectos los sábados, domingos o festivos.[4]
- Interrupciones imprevistas: son de carácter aleatorio, debidas a avería en algún componente de la red.

De esta forma, se tendrán índices de calidad diferentes según se computen uno u otro tipo de incidencias, pues no sería lógico tener unos únicos índices para todas las interrupciones, en cuanto que las conclusiones que se pueden obtener de unos u otros son bastante diferentes. 
Dentro de los índices que cuantifican las interrupciones imprevistas, podemos distinguir aquellos que se refieren a interrupciones transitorias y aquellos que computan interrupciones permanentes. Habitualmente se consideran transitorias aquellas que duran menos de tres minutos, aunque hay países en los que se utiliza un límite temporal distinto. 

## Índices de calidad según la legislación española
En España, la “Orden ECO/797/2002, de 22 de marzo, por la que se aprueba el procedimiento de medida y control de la continuidad del suministro eléctrico” publicada en el «BOE» núm. 89, de 13/04/2002 recoge como indicadores de continuidad de suministro a los clientes, el TIEPI, el NIEPI y el Percentil 80 del TIEPI, siendo   
| TIEPI | Es el tiempo de interrupción equivalente de la potencia instalada. Valora, por tanto, el tiempo durante el que no ha sido posible alimentar, como consecuencia de las interrupciones, la potencia instalada en los puntos de carga del sistema. |

{\displaystyle TIEPI=\sum _{k=1}^{N}PI_{k}*T_{k}/PI} (horas/año)
Donde:
PI = Suma de la potencia instalada de los centros de transformación MT/BT del distribuidor más la potencia contratada en MT (en kVA).
PIk = Potencia instalada de los centros de transformación MT/BT del distribuidor más la potencia contratada en MT, afectada por la interrupción «k» de duración Tk (en kVA).
N = Número total de interrupciones durante el período considerado.
En la bibliografía anglosajona a este índice se le denomina SAIDI (System Average Interruption Duration Index).
| NIEPI | Número de interrupciones equivalentes de la potencia instalada. Estima el número medio de interrupciones de potencia en los puntos de carga ponderado por las potencias instaladas en los mismos. |

```

  

    

      

        
N

        
I

        
E

        
P

        
I

        
=

        

          
∑

          

            
k

            
=

            
1

          

          

            
N

          

        

        
P

        

          
I

          

            
k

          

        

        

          
/

        

        
P

        
I

      

    

    
{\displaystyle NIEPI=\sum _{k=1}^{N}PI_{k}/PI}

  

 (interrupciones/año)
```

Donde:
PI = Suma de la potencia instalada de los centros de transformación MT/BT del distribuidor más la potencia contratada en MT (en kVA).
PIk = Potencia instalada de los centros de transformación MT/BT del distribuidor más la potencia contratada en MT, afectada por la interrupción «k» (en kVA).
N = Número total de interrupciones durante el período considerado. 
En la bibliografía anglosajona a este índice se le denomina SAIFI (System Average Interruption Frequency Index).
Percentil 80 del TIEPI:
es el valor del TIEPI que no es superado por el 80 % de los municipios del ámbito provincial definidos.

## Índices de calidad internacionales
Los índices de calidad más utilizados mundialmente son SAIDI y SAIFI.
SAIDI (System Average Interruption Duration Index) es el índice de duración de la interrupción media del sistema e indica la duración total de la interrupción para el cliente durante un período de tiempo predefinido. Comúnmente se mide en minutos u horas de interrupción del cliente.
CAIDI (Customer Average Interruption Duration Index) es el índice de duración de la interrupción media del cliente e indica el tiempo medio requerido para restaurar el servicio. Comúnmente se mide en minutos u horas de interrupción por cliente.